# اختبار مهارات التفكير
اختبار مهارات التفكير (Thinking Skills Assessment) (ويُعرف اختصارًا أيضًا باسم TSA) اختبار عام للقبول، يستخدم ضمن إجراءات القبول لبعض مناهج الدراسة الجامعية الأولى في جامعة كامبريدج، وجامعة أوكسفورد، وكلية لندن الجامعية.

## معلومات تاريخية
واختبار مهارات التفكير وضعته وحدة التقييم بجامعة كامبريدج (Cambridge Assessment) وتتولى الإشراف عليه. وقد بدأ استخدام الاختبار في 2001 ضمن اختبارات القبول في جامعة كامبريدج، كما يُستخدم ضمن اختبارات القبول للعديد من المناهج: علوم الحاسب، والاقتصاد، والهندسة، واقتصاديات الأراضي، والعلوم الطبيعية، والسياسة وعلم النفس وعلم الاجتماع. ولا تشترط جميع كليات كامبريدج اجتياز اختبار مهارات التفكير، وتبين صفحات التقديم على موقع جامعة كامبردج على الإنترنت أحدث المعلومات بشأن المناهج والكليات التي تشترط اجتياز هذا الاختبار.
وفي 2007، بدأت جامعة أوكسفورد استخدام اختبار مهارات التفكير ضمن إجراءات التقدم للحصول على بكالوريوس الفلسفة والاقتصاد والسياسة. وكان الاختبار يُعرف في أوكسفورد في ذلك الوقت باسم «اختبار التقديم لبكالوريوس الفلسفة والاقتصاد والسياسة». كما توسعت الجامعة في استخدام الاختبار ليشمل التقديم لبكالوريوس الاقتصاد والإدارة في عام 2008، ثم للمزيد من التخصصات في 2009 تشمل: علم النفس التجريبي، وعلم النفس والفلسفة. واعتبارًا من 2012، سيتم استخدام اختبار مهارات التفكير لتخصصات الجغرافيا، والفلسفة وعلم اللغة، وعلم النفس وعلم اللغة.
منذ دورة التقديم في 2008-9، بدأت جامعة لندن للكليات استخدام اختبار مهارات التفكير للمساعدة في الاختيار من بين المتقدمين لتخصص الدراسات الأوروبية الاجتماعية والسياسية.

## شكل الاختبار
هناك شكلان لاختبار مهارات التفكير:
الشكل الأول مستخدم في اختبار جامعة كامبريدج لمهارات التفكير (TSA Cambridge) الذي تستخدمه جامعة كامبريدج وجامعة كليات لندن (TSA UCL) الذي تستخدمه جامعة كليات لندن، ويضم 50 سؤالاً للاختيار من متعدد ومدته ساعة ونصف. وهذا الشكل مصمم لقياس مهارات حل المشكلات والتفكير النقدي.
الشكل الثاني يُعرف باسم اختبار جامعة أوكسفورد لمهارات التفكير (TSA Oxford)، ويضم قسمًا إضافيًا لمهارات الكتابة مدته 30 دقيقة يُقدم فيه للمتقدم أربعة أسئلة مقالية عليه اختيار واحد منها للإجابة عليه. وهذا القسم من الاختبار يهدف لقياس قدرة المتقدم على تنظيم أفكاره وتوصيلها على نحو واضح ومنظم.

## تصحيح الاختبار
تستخدم وحدة التقييم بجامعة كامبردج التعرف الضوئي على العلامات لتصحيح إجابات أسئلة الاختيار من متعدد. أما جامعة أوكسفورد، فترسل إجابات قسم مهارات الكتابة إلى أعضاء هيئة التدريس المشاركين في إجراءات التقديم في الكلية التي يريد المتقدم الالتحاق بها.

## التوقيت والنتائج
يُعقد اختبار جامعة كابمردج لمهارات التفكير عند حضور المتقدمين للجامعة للمقابلات الشخصية في الفترة من نوفمبر حتى ديسمبر. ويُقدم الاختبار في صورة ورقية أو على الإنترنت في الكلية التي يرغب الطالب في الالتحاق بها أو في مقر موحد للاختبارات بالجامعة. ولا تُرسل النتائج إلا لإدارة الجامعة.
أما اختبار جامعة كليات لندن فيُعقد أثناء مرحلة المقابلات الشخصية للالتحاق بالجامعة في صورة ورقية. وتُعقد اختبارات القبول في تواريخ محددة في الفترة من ديسمبر حتى مارس من كل عام. ولا تُرسل النتائج إلا لإدارة الجامعة.
ويعقد اختبار جامعة أوكسفورد في بداية نوفمبر قبل المقابلات الشخصية في صورة ورقية، مرة واحدة في المعهد التعليمي المختص. وتُعلن النتائج في منتصف يناير من العام التالي على موقع نتائج اختبار أوكسفورد لمهارات التفكير على الإنترنت.

## الأبحاث
تنفذ وحدة التقييم بجامعة كامبريدج لتقييم بحثي لصدق التنبئي لاختبار مهارات التفكير. وتظهر الأبحاث التي أجريت على العلاقة بين الدرجات المحققة في اختبار جامعة كامبردج لمهارات التفكير وأداء الطلاب في السنة الأولى من دراستهم الجامعية أن إجمالي الدرجات في الاختبار يبدو عامل تنبؤ قويًا لتحقيق الدرجات المطلوبة في اختبارات المناهج التي تستخدم الاختبار في العام الأول.

## وصلات خارجية
- موقع اختبارات القبول بوحدة التقييم بجامعة كامبريدج